# KZ-Außenlager Kottern-Weidach
Das Außenlager Kottern-Weidach war vom 1. Oktober 1943 bis zum 27. April 1945 eines der 169 Außenlager des Konzentrationslagers Dachau im Stadtteil Kottern der Stadt Kempten (Allgäu), später im Ortsteil Weidach der Gemeinde Durach. In den beiden KZ-Außenlagern zwang die SS die im Mittel 750, teilweise 1000 KZ-Häftlinge zur Arbeit für die Messerschmitt AG, unzählige überlebten dies nicht.
Zusätzlich gab es in Kempten ein weiteres KZ-Außenlager Kempten.

## Entstehungshintergrund

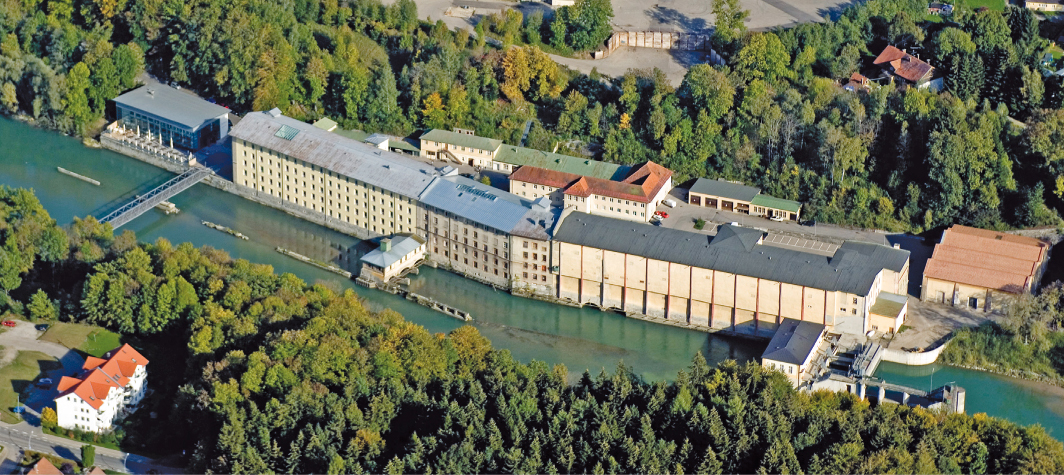
Die Messerschmitt AG produzierte damals in den Gebäuden der Spinnerei und Weberei Kottern.

Im Sommer 1943 musste die Textilfabrik „Spinnerei und Weberei Kottern“ einen Teil ihrer Gebäude zur Produktion von kriegswichtigen Jagdflugzeugteilen an die Messerschmitt AG abgeben. Weil für die Fertigung viele Arbeitskräfte benötigt wurden und die Produktion eine hohe Priorität besaß, wurden am 1. Oktober 1943 etwa 100 Häftlinge nach Kempten verlegt, überwiegend Italiener, Niederländer und Jugoslawen, unter ihnen auch der polnische Pfadfinder Tadeusz Biernacki. Sie wurden kurzfristig im Gasthaus „Zum Stiefel“ in der Ludwigstraße in Kottern untergebracht, mussten aber bald in die Fabrik selbst umziehen, wo eine Produktionshalle als Schlafsaal benutzt wurde. Einige Räume waren für die Wachmannschaft reserviert. In den nicht beschlagnahmten Fabrikteilen der „Spinnerei-Weberei Kottern“ lief die Textilproduktion ganz normal weiter.

## Errichtung und Betrieb des Lagers
Etwa zeitgleich mit dem Eintreffen der ersten Gefangenen wurde mit dem Bau des eigentlichen Lagers begonnen, das die Häftlinge selbst bauen mussten und welches etwa im Frühjahr 1944 bezogen wurde, jedoch bis Kriegsende nie richtig fertiggestellt wurde. Auf 16.000 m² wurden vier Holzbaracken als Unterkünfte für die Häftlinge sowie mehrere gemauerte Gebäude für die Wachmannschaft errichtet. Dieses KZ-Außenlager Kottern befand sich etwa einen Kilometer von der Produktionsstätte der Messerschmitt AG entfernt auf einem freien Feld an der Verbindungsstraße zwischen Weidach und Durach. Umgeben wurde das Lager von einem Starkstromzaun. Nachts beleuchteten Scheinwerfer von den Wachtürmen aus das umliegende Gelände taghell.
Im Lager Kottern-Weidach befanden sich im Durchschnitt 750, aber auch über 1000 Gefangene. Diese stark variierende Belegung orientierte sich am schwankenden Arbeitskräftebedarf der Messerschmitt AG. Von der Arbeit an den Flugzeugteilen waren nur „Strafkommandos“ ausgenommen, die zur Arbeit in Kiesgruben eingesetzt wurden. Ein Teil der Häftlinge war auch bei Kemper (Panzer & Kriegsfahrzeugbau) eingesetzt.
Das Außenlager Weidach wurde von etwa 30 bis 40 SS-Männern sowie von einigen Hunden bewacht, die vor allem zur Bewachung der Häftlinge auf dem täglichen Marsch zur Arbeitsstätte und zurück eingesetzt wurden. Lagerkommandant war zu Beginn der SS-Hauptscharführer Fritz Wilhelm, der jedoch aufgrund seines übermäßigen Alkoholkonsums und seiner sehr unmenschlichen Art mit den für die Kriegsproduktion wichtigen Häftlingen umzugehen bald durch SS-Hauptscharführer Georg Deffner ersetzt wurde. Georg Deffner war zuvor Lagerkommandant des KZ-Außenlagers Kempten. Im Februar 1945 wurde dieser an das KZ-Außenlager Kaufering IV – Hurlach versetzt und an seine Stelle trat SS-Hauptscharführer Edmund Zdrojewski, welcher zuvor im KZ Mauthausen eingesetzt war und ab 1943 stellvertretender Lagerführer des Zwangsarbeiterlagers im KZ Krakau-Plaszow für Juden war. Die weitere Lagermannschaft bestand alles aus Mitgliedern der SS sowie gegen Kriegsende auch aus nicht mehr fronttauglichen Luftwaffensoldaten.

## Typhus, unzumutbare Hygiene, Tod
Im Lager starben in den zwei Jahren des Bestehens insgesamt 17 Menschen, die meisten davon an Typhus, wobei hier nicht sicher ist, ob die von den Bewachern angegebene Todesursache den Tatsachen entspricht. Die relativ niedrigen Sterbezahlen bei der hohen Gefangenenanzahl lassen sich darauf zurückführen, dass Kranke, nicht mehr arbeitsfähige Häftlinge, in das Hauptlager nach Dachau abtransportiert wurden. Allein für den 7. September 1944 ist beispielsweise ein Transport von 87 Häftlingen in das Stammlager dokumentiert. Die Hygienebedingungen im Lager müssen sehr schlecht gewesen sein, da das Gelände sich die ganze Zeit seiner Existenz im Bau befand. Der französische Häftling Louis Terrenoire (1908–1992), später unter Charles de Gaulle Minister, zitierte in seinem Buch Sursitaires de la mort lente aus Aufzeichnungen Hildebert Chaintreuil über die Verhältnisse im Lager Kottern-Weidach. So wurden geplante Latrinen und sanitäre Anlagen erst kurz vor Kriegsende errichtet, vermutlich um die Zustände gegenüber den Alliierten etwas zu beschönigen. Die Küche des Lagers Kottern-Weidach befand sich einige hundert Meter außerhalb des Lagers in einem privaten Bauernhof nahe dem Bach Durach. Der Häftling Louis Terrenoire berichtet von verwanzten und verlausten Schlafsälen sowie sehr kalten Wintern im hochgelegenen Allgäu in den Holzbaracken. Als gesichert gilt, dass die Bedingungen noch schlechter waren als im KZ-Außenlager Kempten. Nur die Wachmannschaften hatten gemauerte Unterkünfte.
Im Winter 1944/1945 jedoch war ein Abtransport der Erkrankten aufgrund des allgemeinen Kohlemangels nicht mehr möglich. Daraufhin wurden die Toten auf einer Wiese im Weiler Fahls der Gemeinde Durach begraben, da eine Bestattung auf dem kirchlichen Friedhof der Gemeinde untersagt war. Die Anweisung aus Dachau, die der Leiter des Lagers Weidach dem Bürgermeister damals überbrachte, lautete: „Kein Grabhügel, kein Blumenschmuck und kein Kreuz dürfen die Beerdigungsstellen kennzeichnen, auch darf kein Geistlicher und keine Zivilperson bei der Beerdigung mitwirken. Die nötigen Arbeiten werden alle von Lagerinsassen ausgeführt.“ Diese Grabstätte durfte keinesfalls öffentlich als Friedhof gekennzeichnet sein, so z. B. durch Kreuze oder ähnliches, sondern musste nach außen unauffällig wirken. Erst nach dem Krieg wurde dieser KZ-Friedhof geweiht.
Am 19. Juli 1944 war das Messerschmitt-Werk Ziel eines Luftangriffs US-amerikanischer Jagdbomber. Die Häftlinge wurden in den Baracken eingesperrt und waren so möglichen Fehleinschlägen schutzlos ausgeliefert. Der Angriff erfolgte allerdings zielgenau: Teile der Produktionsstätten wurden zerstört, das Lager mit den Häftlingen blieb unbeschädigt.

## Räumung
Am 26. April 1945 kamen US-amerikanische und französische Panzerverbände ins Allgäu. Der Lagerkommandant Zdrojewski befahl für die etwa 600 gehfähigen Lagerinsassen den sofortigen Aufbruch, ungefähr 50 Kranke und Verwaltungsangestellte blieben zurück. Einen Tag später wurde das fast leerstehende Lager befreit; die geflüchteten Kommandanten mit den 600 Häftlingen wurden knapp 20 Kilometer weiter, in der Nähe von Nesselwang, von amerikanischen Panzern eingeholt. Die Häftlinge wurden dann zunächst bei Privatpersonen, in Gaststätten oder Pfarrheimen untergebracht, bis sie in die Freiheit entlassen wurden.

## Juristische Aufarbeitung
SS-Hauptscharführer Georg Deffner wurde am 11. Februar 1947 von einem US-amerikanischen Militärgericht in Dachau zu drei Jahren Gefängnis aufgrund seiner Tätigkeit in Konzentrationslagern verurteilt.
In den 1970er Jahren begann schließlich die deutsche Justiz Ermittlungen zu NS-Verbrechen im Außenlager Kottern-Weidach. Diese wurden ohne Anklageerhebung eingestellt. Häftlinge hatten von den Taten gehört, waren meist jedoch keine direkten Zeugen. Die ermittelten Mitglieder der KZ-Wachmannschaft bestritten die Tötungen.

## Nachkriegszeit

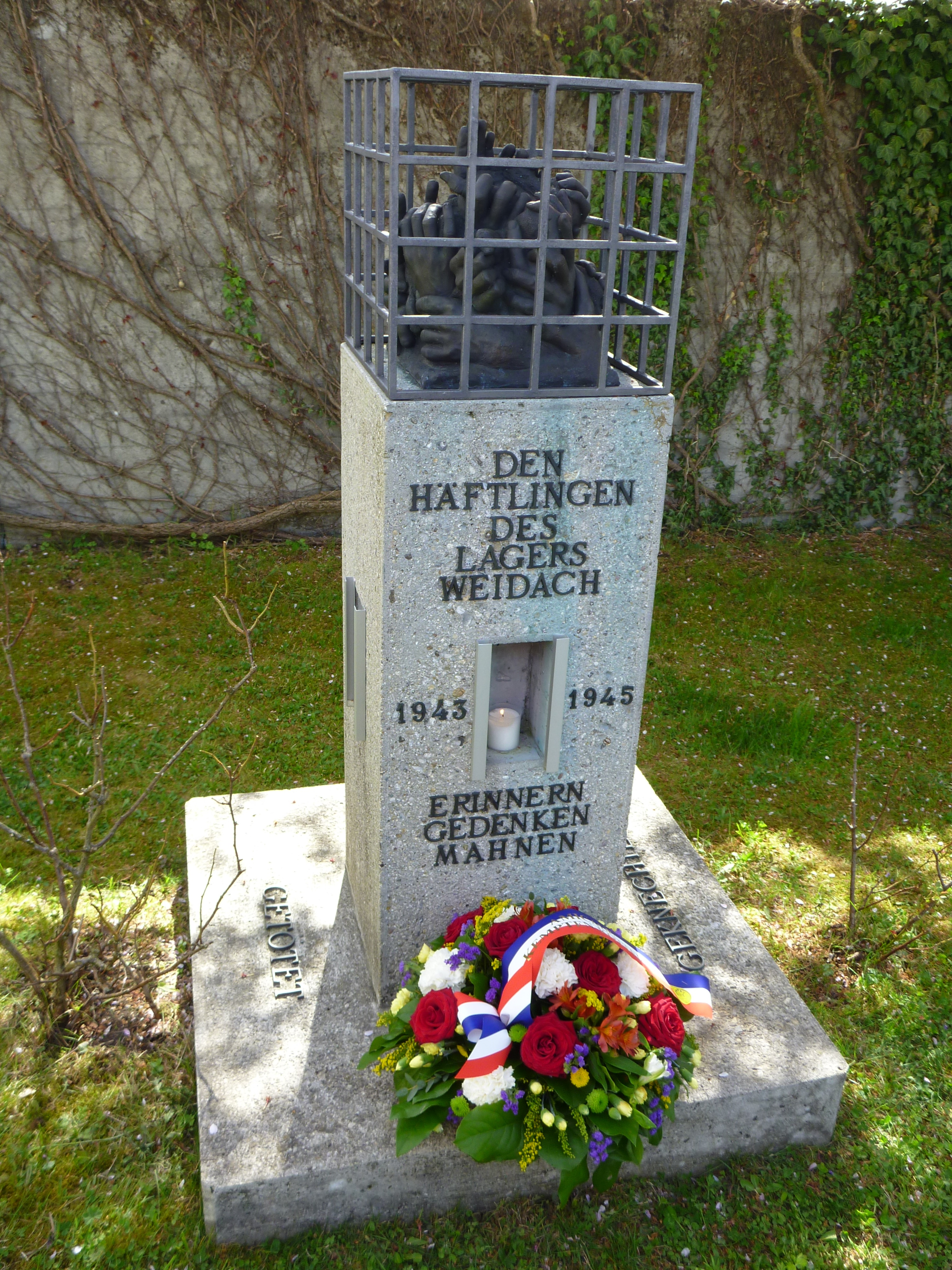
Denkmal der Pfarrei St. Josef, Durach–Weidach (2012)

Über das Gelände der ursprünglichen Grabstätte führt heute die Bundesautobahn 7 zwischen der Anschlussstelle Betzigau und dem Autobahndreieck Allgäu. Die sterblichen Überreste wurden – nach einer Zwischenumbettung auf den Friedhof in Durach – 1960 schließlich auf den KZ-Friedhof Flossenbürg umgebettet, dabei wurden 13 Leichen gefunden.
Das Gelände blieb lange ungenutzt, teilweise wurden die Baracken in Nachkriegsnot als privater Wohnraum benutzt. Erst in den letzten Jahren wurde das Gelände durch Reihen- und Einfamilienhäuser der Wohnsiedlung Weidach neu bebaut, die den neuen Ortskern des Ortsteils Weidach ausmachen sollen.
Seit 1995 erinnert ein Denkmal ⊙ der Pfarrei Weidach an das KZ-Außenlager des Konzentrationslagers.
Noch im Jahr 2024 wurden bei Bauarbeiten beträchtliche Reste eines Luftschutzbunkers wiederentdeckt, die mutmaßlich zur Anlage gehörten.